# タルワール

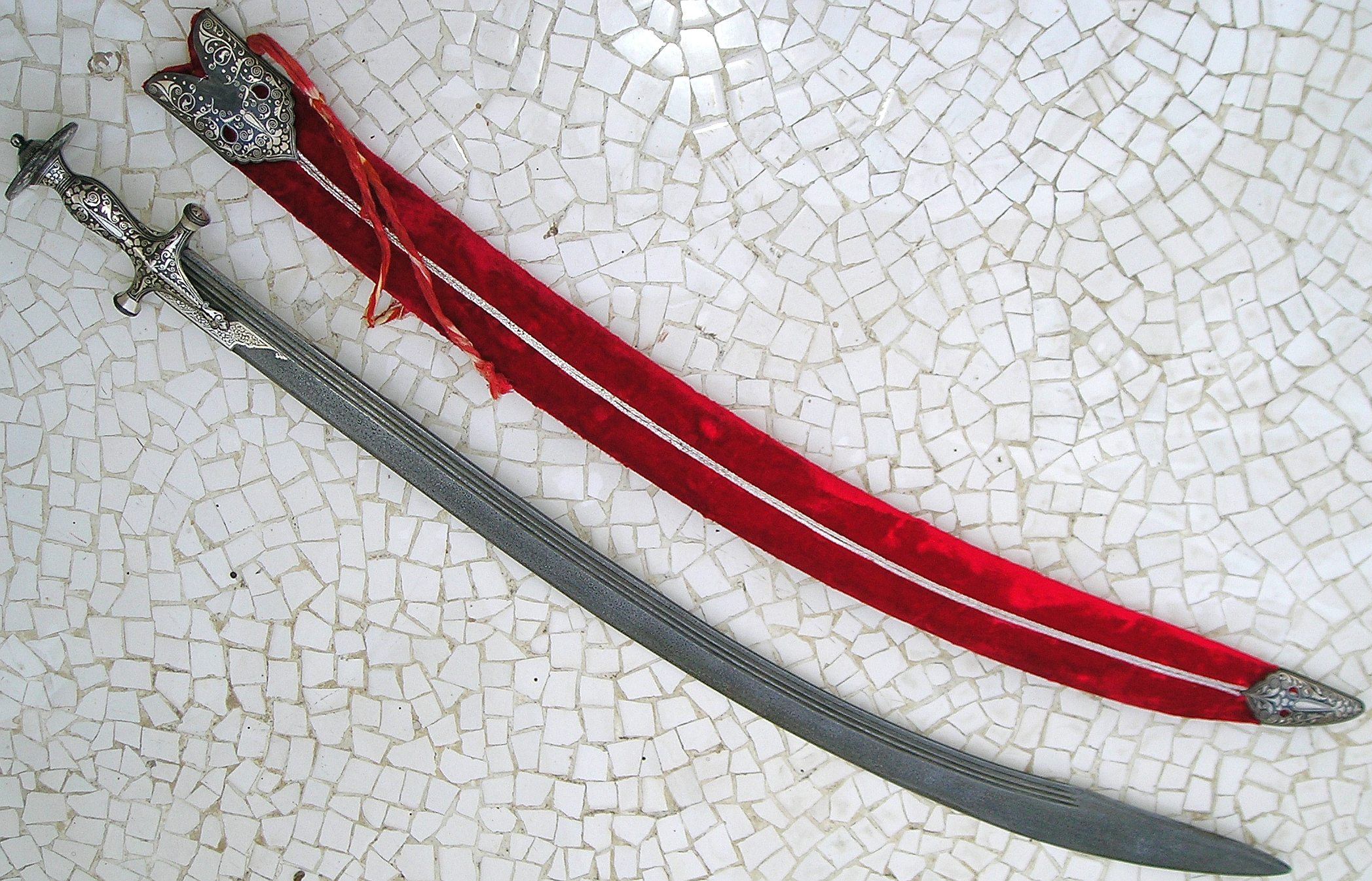
インドのタルワール、1806年

タルワール（ウルドゥー語: تلوار、パシュトー語: تلوار、ベンガル語: তলোয়ার、ヒンディー語: तलवार、パンジャーブ語: ਤਲਵਾਰ）は、刀剣の一種。インドやパキスタン、バングラデシュ、アフガニスタンに見られる大きく曲がった細身の片刃刀。

## 歴史
タルワールは、アラブのサイフ、ペルシャのシャムシール、トルコのキリジ、アフガニスタンのプルワーのようなその他の片刃刀を起源とし、このような刀は中近東に以前から存在していた刀から派生したものである。タルワールの使用はムガル帝国の下で広範囲にわたって、トルコ、モンゴルまで広がった。イギリスの軽騎兵サーベル1796年式の刃の形状はタルワールの例といくつか似ており、専門家の意見ではイギリスのサーベルの形状に影響を与えたと提唱されている。

## 形状
刀身が大きく反っており、擬似刀も備えている｡柄は、棒状の鍔と握り・円盤状の柄頭まで一体型になっているキヨンと呼ばれる十字型の物を取り付けた｢パンジャブ様式｣と言われるものが一般的である。刀身にはダマスカス鋼（ウーツ鋼）が使われ木目のように美しく紋様が浮かんで非常にしなやかで強靭である。

## ギャラリー

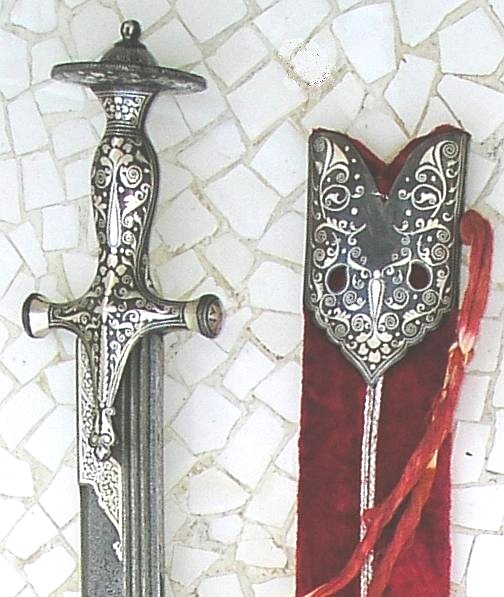
タルワールとシルバー装飾
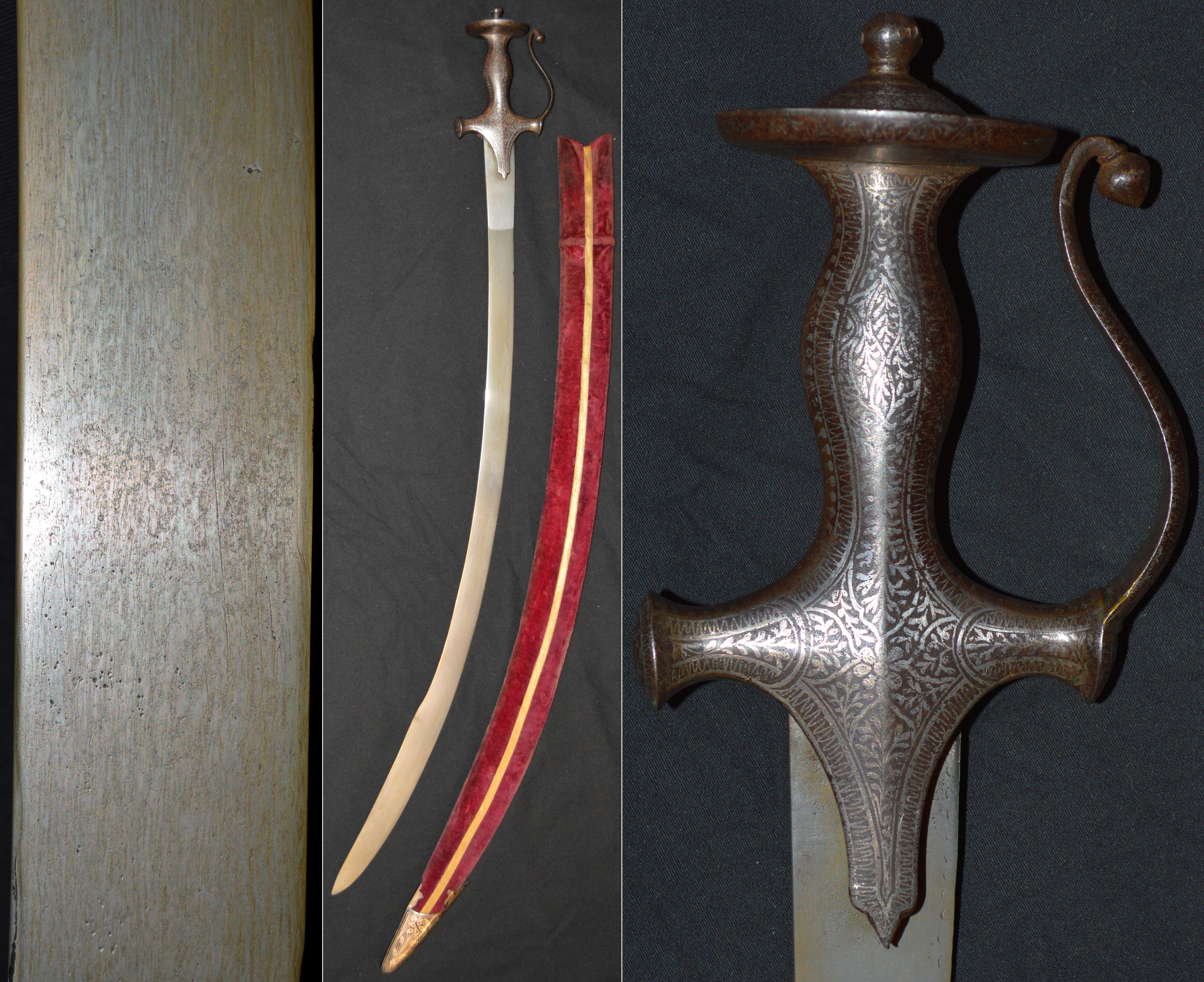
タルワール、ダマスカス鋼（19世紀）
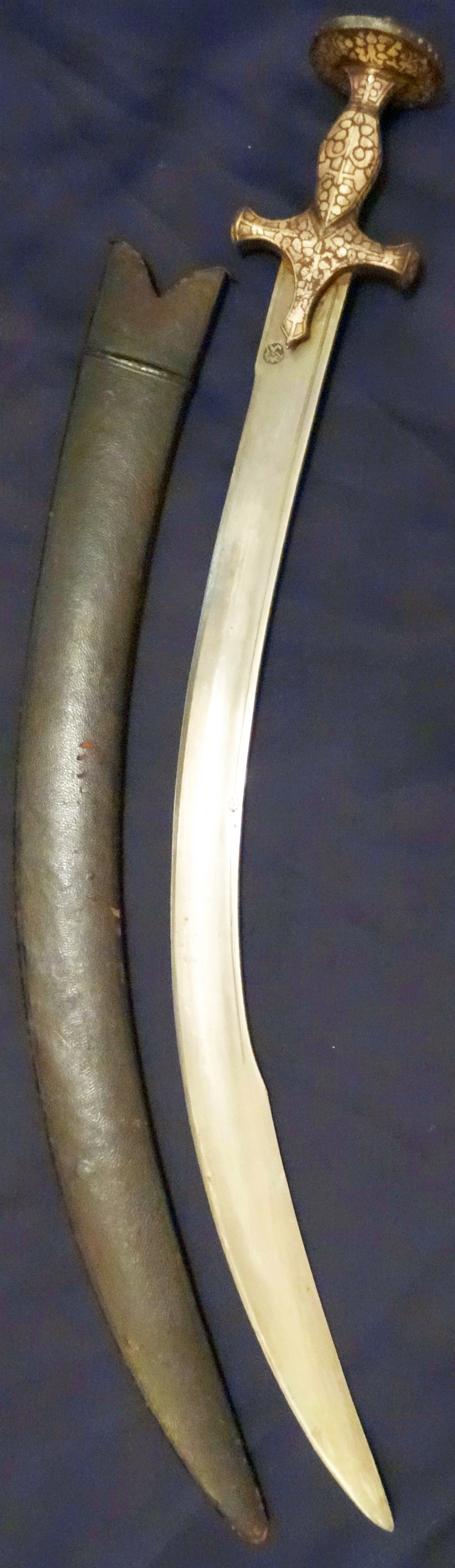
タルワール、23インチの長い刃（19世紀）
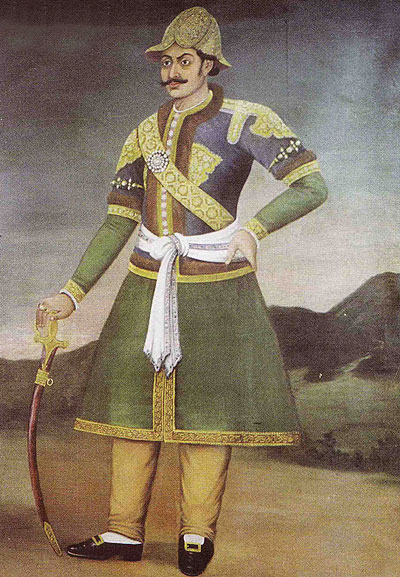
ビムセン・タパのネパールとタルワール（17世紀）
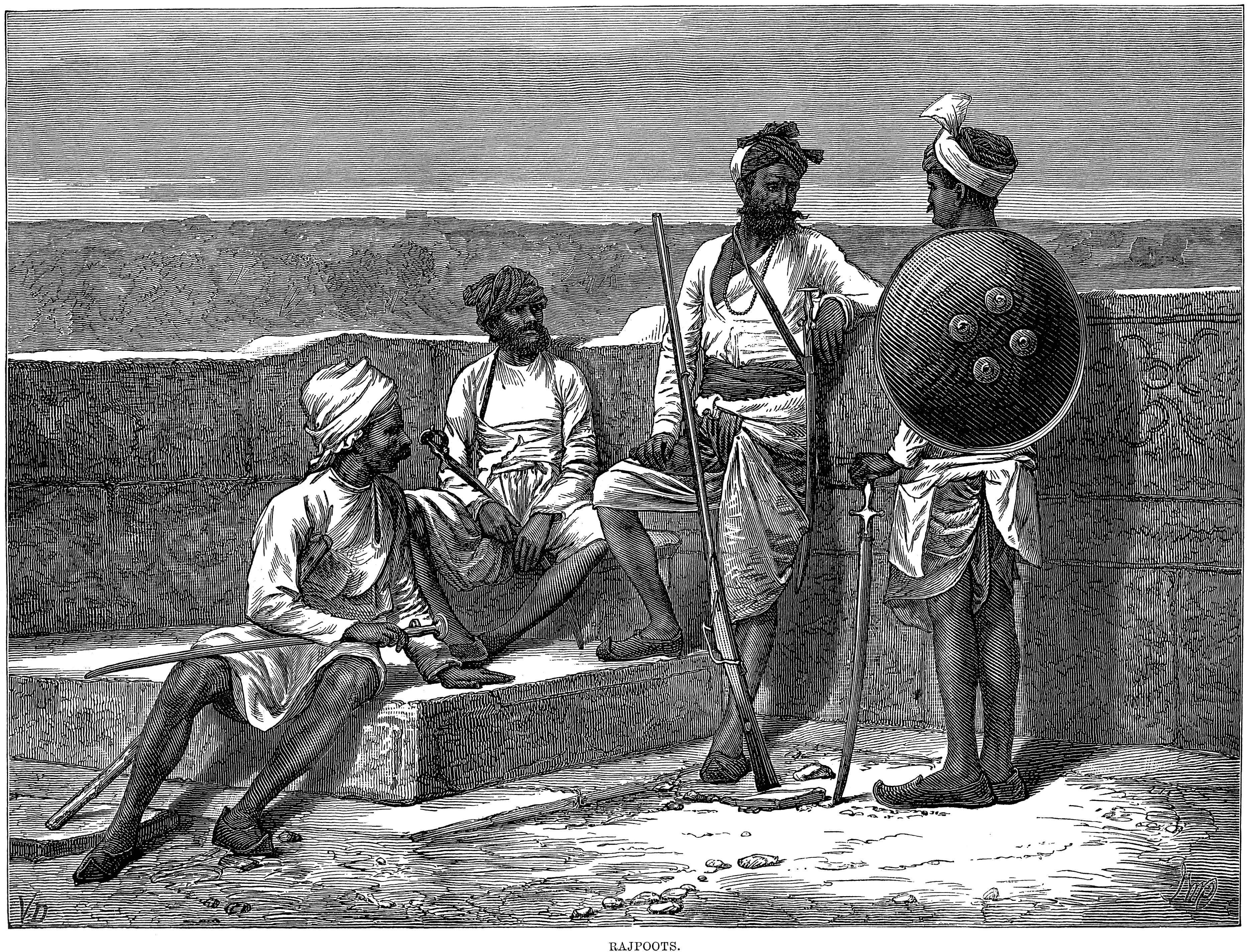
ラージプートの戦士とタルワール（1876年）
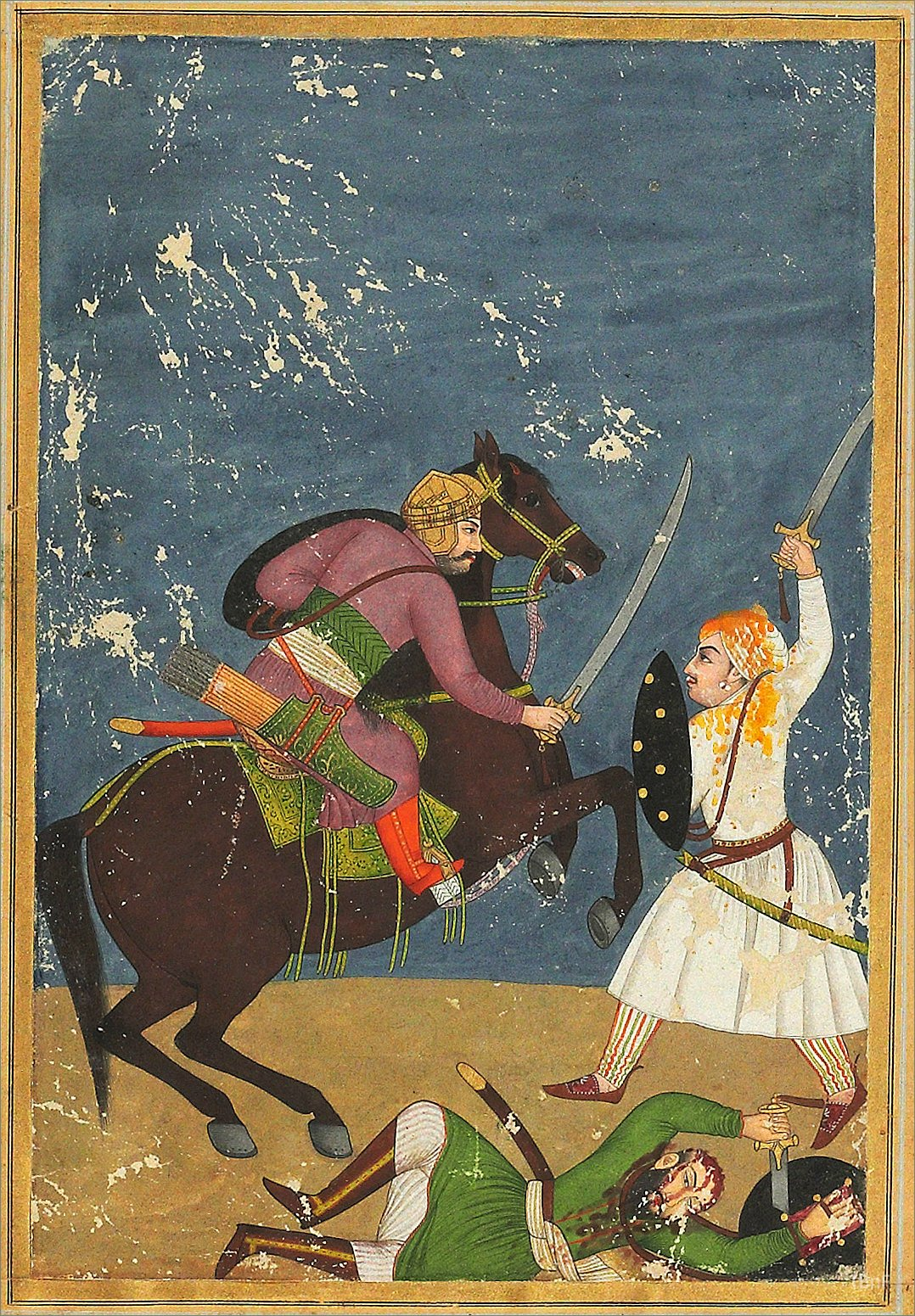
インドの戦士とタルワール（17世紀）
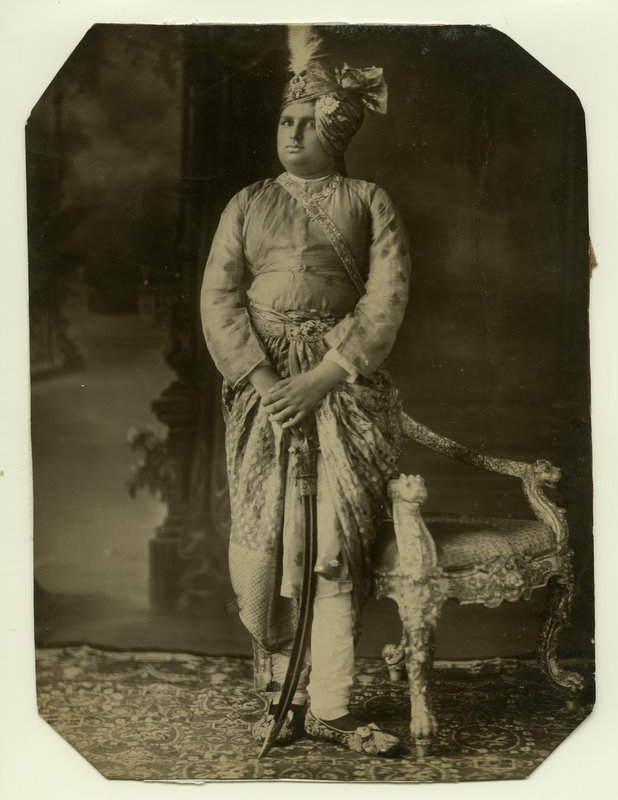
インドの王子とタルワール（1870年）
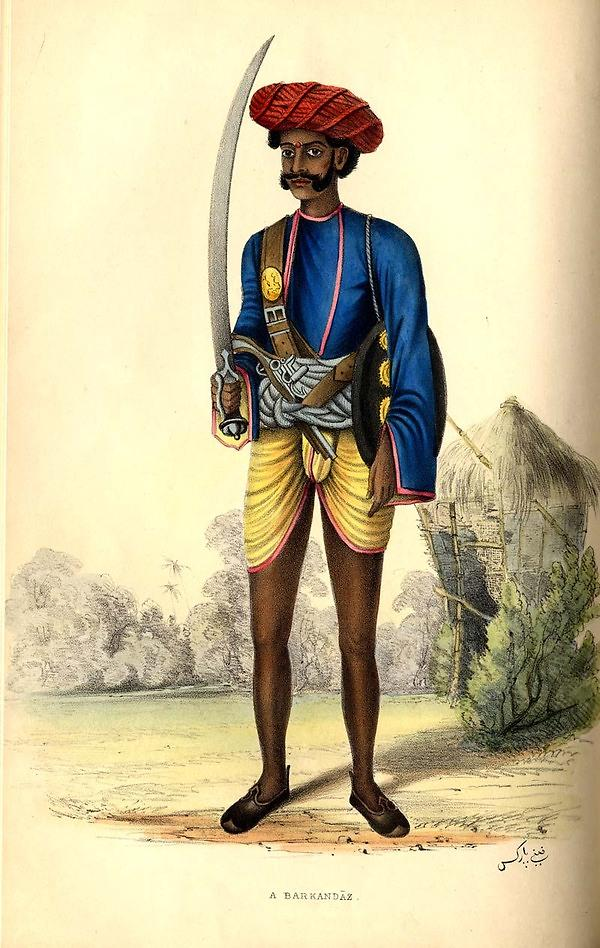
インド兵士とタルワール（1850年）